# Broad Contemporary Art Museum

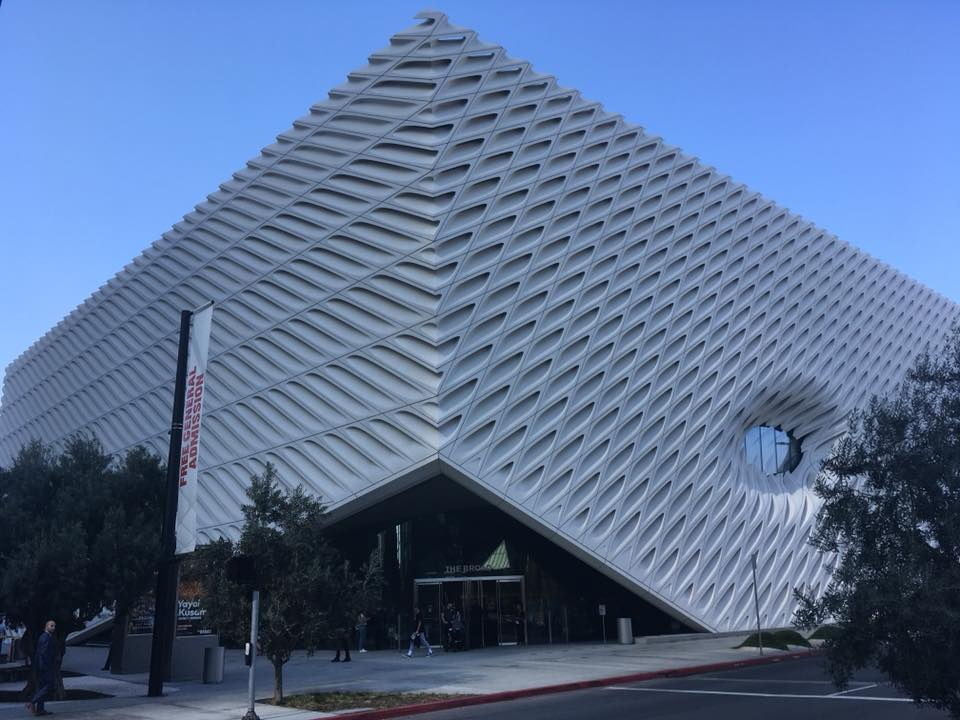
Broad Contemporary Art Museum

Het Broad Contemporary Art Museum, kortweg The Broad is een museum voor moderne kunst in Los Angeles. Het museum werd geopend in 2015 en toont beeldende kunst van 1945 tot op heden. Het is gelegen in Downtown Los Angeles, 221 S Grand Avenue, tegenover het Museum of Contemporay Art (MOCA), en is gratis toegankelijk.

## Gebouw
Het gebouw in de vorm van een parallellepipedum heeft 6000 m² tentoonstellingsruimte verdeeld over drie verdiepingen. Het gebouw werd ontworpen door architectenbureau Diller Scofidio + Renfro en kostte 140 miljoen dollar. Het bevat een van de grootste zuilenvrije tentoonstellingsruimtes van de Verenigde Staten.

## Collectie
Mecenas van het museum is miljardair Eli Broad, samen met zijn vrouw Edythe. Zij stichtten de Broad Art Foundation die meer dan 2.000 werken omvat van kunstenaars als Robert Rauschenberg, Cindy Sherman, Barbara Kruger, Julie Mehretu, Andy Warhol, Roy Lichtenstein, Ellsworth Kelly, Cy Twombly, Ed Ruscha, Mike Kelley, Anselm Kiefer, Kara Walker, Jean-Michel Basquiat en Keith Haring.